# シーホース三河
シーホース三河（シーホースみかわ、英: Seahorses Mikawa）は、愛知県刈谷市をホームタウンとするプロバスケットボールチーム。運営法人はシーホース三河株式会社。1947年にアイシン精機男子バスケットボール部として創設され、現在はB1リーグの中地区に所属している。

## 概要
ホームタウンは愛知県刈谷市で、運営会社はシーホース三河株式会社。母体はアイシン精機（現:アイシン）バスケットボール部で、チーム名の「シーホース」はタツノオトシゴの英名から付けられた。さらに「タツ」=「竜」は地元の愛知県の岡崎市にある岡崎城の別名が「龍城」であることや、加えてアイシン精機の豊田稔名誉相談役が1916年の辰年生まれだったことにも由来する。
21世紀に入ると、他のチームを解雇されたり廃部により所属先を失った選手をプロ契約として多く受け入れ、黄金時代を築き上げ現在に至っている。その姿はノンフィクション作品『ファイブ』の題材にもなった。当時の選手の多くは引退して世代交代が進んでいるが、その後も選手のほとんどがプロ契約を結んでいた。だが世界金融危機の影響を受け日本人プロ契約を廃止、社員選手も再び増加、プロ契約を希望する選手の移籍も相次いだ。2012年オフ、新卒の橋本竜馬がプロ契約を結び、チームとしては久々のプロ選手となった。全国タイトルはアイシン時代に計21回の実績を誇っている。
2016年、B.LEAGUE参入に伴いチーム名をシーホース三河に変更し、運営会社のシーホース三河株式会社が5月に設立された。
2023年7月、代表者が鈴木秀臣から寺部康弘へと株主総会を経て交代となった。また鈴木秀臣はシニアアドバイザーへ就任した。

### チームカラー

#### メインカラー
- シーホースブルー[4]

シーホース三河の選手・スタッフ、ファンの全員を含めた「シーホース三河」全体を表現。 古来三河地方の名称であった「青見」「碧海」に由来する。また、誠意・スポーツマンシップを表し、チームを勝利に導く応援カラーとしている。ただし、「青見」「碧海」を指すのは旧碧海郡域であり西三河地区南部地域に相当し、三河地方を指しているものではない。
- ブラック[4]

シーホース三河の選手・ヘッドコーチ、スタッフを表すカラー。チームの「強さ」を、全ての色を含むことができる「黒」を使って表現する。また「黒」は「三河武士」が纏った鎧の色でもあり、伝統と強さを表現する。

#### サブカラー
- ビクトリーゴールド[4]

勝利を表わすゴールド。 シーホース三河が共に目指す「勝利」「栄光」の色を表す。
- シーホースクリーンホワイト[4]

潔いスポーツマンシップの心を「白」で表す。

### ユニフォームスポンサー（2025-26シーズン）
- サプライヤー：コンバース
- 前面（中央）、 背面（背番号上部）、パンツ（右前）：アイシン
- 前面:スギ薬局（左肩）
- 背面:よだ整形外科（選手名下部）
- パンツ:碧海信用金庫（左前）

### 歴代ユニフォーム
| HOME      | HOME      | HOME      | HOME      | HOME      |
| --------- | --------- | --------- | --------- | --------- |
| 2016 - 17 | 2017 - 18 | 2018 - 19 | 2019 - 20 | 2020 - 21 |
| 2021 - 22 | 2022 - 23 | 2023 - 24 | 2024 - 25 | 2025 - 26 |
|           |           |           |           |           |

| AWAY      | AWAY      | AWAY      | AWAY      | AWAY      |
| --------- | --------- | --------- | --------- | --------- |
| 2016 - 17 | 2017 - 18 | 2018 - 19 | 2019 - 20 | 2020 - 21 |
| 2021 - 22 | 2022 - 23 | 2023 - 24 | 2024 - 25 | 2025 - 26 |
|           |           |           |           |           |

| Other                                                  | Other         | Other         | Other         | Other                            |
| ------------------------------------------------------ | ------------- | ------------- | ------------- | -------------------------------- |
| 2016 - 17 3rd                                          | 2017 - 18 3rd | 2022 - 23 3rd | 2023 - 24 3rd | 2024 - 25 3rd BEYOND THE STRIPES |
| 2025 - 26 アイシン 創立60周年記念 2004 - 05 復刻モデル |               |               |               |                                  |
|                                                        |               |               |               |                                  |

## マスコット

### 公式マスコット
- シーホース君[8]

〈背番号〉『100』 ※毎試合、青援を100％出しきる覚悟として
〈名前の由来〉チーム名にちなんで
〈趣味〉ダンス（初心者）・Instagram・TikTok
〈座右の銘〉「優勝に近道なし、共に頂点へ。」

### 公式風マスコット（タレント契約）
- タツヲ [9]

〈背番号〉『111』
※三河(三・川)にちなんで
※シーホースくんに負けたくない一心で100よりも大きな数字にした
〈名前の由来〉
- とにかく好かれたい一心で呼んでもらいやすい名前を自ら命名
- シーホース＝タツノオトシゴから“タツ”をとったとも言われている
- ファンとチーム“ヲ”繋ぐ存在になるため「オ」ではなく「ヲ」としている

〈趣味〉
エゴサーチ(Twitter)・ケッタ(自転車)・遠足・ナデナデタイム
〈特技〉
トランポリンダンク・警備・何かと何か“ヲ”結びつけること
〈性質〉
こびる・ゴマをする・長いものに巻かれる・権力に対しては従う
※但し、圧力には屈せず
〈座右の銘〉
「LOVE&MONEY」
〈相棒〉
勝ツヲくん
2017-18シーズンから公式風マスコットとして登場し、他チームの選手やマスコットとも交流をもち、ホームゲームではハーフタイムにトランポリンダンクを行い、過去にはハーフコートからの背面シュートやアリウープシュートを成功させている。挙句にはホームゲームスポンサー（ハーフタイム）までも務める。また、アウェーゲームにも遠征したり、日本代表戦にも登場したりし、B.LEAGUE AWARD SHOWにも登場したりと、三河はもとより、他チームのファンからも愛されている。同シーズン終了後にはチームと契約し、契約マスコット(付きマスコット)となる。独自のファンクラブ「タツヲクラブ」を作り、全国各地のタツヲファンが入会をしている。ファンクラブ会員限定のイベントなども行っている。

## チアリーダー

### Super★girls
- CAPTAIN：MISA
- VICE CAPTAIN：CHISAKI
- MEMBER：（アルファベット順）CHINA,HIBIYU,KAHO,MIYUU,RIKO,RIO,SAHO,SAYAKA,TOMOMI,YUKI,YUUKA
- ディレクター：HARUNA
- アシスタントディレクター：SAEMI

## ホームコートMC・DJ

### ホームコートMC
- 小林拓一郎[11]

### ホームコートDJ
- DJ YOU-Boi[12]

### ナイターMC
- 山口祐佳[13]

## 選手とスタッフ

### シニアアドバイザー
- 鈴木秀臣

### シニアプロデューサー
- 佐古賢一

### 入団・退団（2024-25シーズン）
| 入団     | 入団            | 入団                      | 入団         | 入団 | 入団                    | 退団           | 退団            | 退団     | 退団         | 退団 | 退団                                             |
| 公示日   | #               | Pos                       | 名前         | 年齢 | 前所属                  | 公示日         | #               | Pos      | 名前         | 年齢 | 去就                                             |
| -------- | --------------- | ------------------------- | ------------ | ---- | ----------------------- | -------------- | --------------- | -------- | ------------ | ---- | ------------------------------------------------ |
| 6/7      | 13              | SG/SF                     | 須田侑太郎   | 32   | 名古屋D                 | 5/17 5/30 6/20 | 1               | SG/SF    | 中村太地     | 26   | 自由交渉リスト 契約満了 福岡(B2)へ               |
| 6/19     | チーム スタッフ | AC/通訳                   | 水野宏太     | 41   | 群馬クレイン サンダーズ | 5/17 5/30 6/20 | 21              | PF/C     | 橋本晃佑     | 31   | 自由交渉リスト 契約満了 福岡(B2)へ               |
| 7/4      | 15              | C                         | モッチラミン | 26   | JR東日本秋田 ペッカーズ | 5/21 5/22      | 43              | SG/SF    | イ・デソン   | 34   | 自由交渉リスト KBL/サムスンへ                    |
| 7/12     | チーム スタッフ | アスレティック トレーナー | 小川真琴     | 26   | マイアミ大学 (職員)     | 5/27 8/15      | 5               | SF       | ニモ正義     | 18   | 自由交渉リスト 契約満了 NBAグローバル アカデミー |
| 8/1 8/26 | 練習生 5        | PG SG/SF                  | 元澤誠       | 23   | 立川ダイス （B3）       | 5/30           | チーム スタッフ | 通訳/ SS | 小野悠真     | 42   | 契約満了                                         |
|          |                 |                           |              |      |                         | 5/31 7/16      | 3               | PG/SG    | 柏木真介     | 42   | 自由交渉リスト 三遠へ期限付き移籍                |
|          |                 |                           |              |      |                         | 10/31          | 5               | C        | モッチラミン | 26   | 契約解除                                         |

## ホームアリーナ
メインホームアリーナは、刈谷市総合運動公園内にあるウィングアリーナ刈谷。その他Bリーグになってからは、サブホームアリーナとして豊田市に所在するスカイホール豊田(豊田市総合体育館)と岡崎市にある岡崎市中央総合公園総合体育館を、年間各2～4試合ほど使用している。
2019年11月、チーム専用アリーナを愛知県安城市の三河安城地区に建設すると発表。当初、竣工は2022年を目標としていたが、新型コロナウィルス感染拡大の影響によりスケジュールを見直し、調整している。2024年秋ごろに完成が予定されていた。しかし、24年8月26日に行われた「2024-25シーズン 新チーム体制発表およびアリーナ情報に関する記者会見」にて、慢性的な人手不足の中での大阪万博や九州地区における半導体工場の建設ラッシュにより新たな事業における人材の確保が深刻化してること、さらに2024年3月に工期に対する基準が改定され、建設業における残業時間の上限規制が義務化されたことで、建設期間の長期化および価格上昇が顕在化していることなどから、交渉・検討を重ねた後、万全を期して竣工時期を後ろ倒しするとして、2028年3月に完成予定であることが新たに発表された。
2024-25シーズンは25年3月中旬までメインアリーナであるウイングアリーナ刈谷の改修工事の為、刈谷市体育館をメインアリーナとして使用している。
| 年度    | 所属 | レギュラーシーズンの ホームゲーム数 | 刈谷   | 豊田 | 岡崎 | その他       | ポストシーズン |
| 2016-17 | B1西 | 30                                  | 24     | 2    | 4    |              | 刈谷:2         |
| 2017-18 | B1中 | 30                                  | 24     | 2    | 4    |              | 刈谷:4         |
| 2018-19 | B1中 | 30                                  | 24     | 4    | 2    |              |                |
| 2019-20 | B1中 | 22(30)                              | 28(20) | 2    | 0    |              |                |
| 2020-21 | B1西 | 29(30)                              | 27(28) | 2    | 0    |              |                |
| 2021-22 | B1西 | 27(30)                              | 23(25) | 2(5) | 0    | アイシン2(0) |                |
| 2022-23 | B1中 | 30                                  | 22     | 6    | 2    |              |                |
| 2023-24 | B1中 | 30                                  | 24     | 4    | 2    |              |                |
| 2024-25 | B1中 | 30                                  |        | 2    |      | 刈谷市体13   |                |

括弧内は開催予定だった試合数（コロナウイルスにより試合中止になったものなどを含む）

### 会場凡例
- 刈谷-ウィングアリーナ刈谷
- 豊田-スカイホール豊田(豊田市総合体育館)
- 岡崎-岡崎中央総合公園総合体育館
- アイシン-アイシン体育館
- 刈谷市体-刈谷市体育館

## アカデミー

### U15
〈結成〉2018年4月
〈主な活動拠点〉スギ薬局知立福祉アリーナ、アイシン体育館、ウイングアリーナ刈谷
〈活動頻度〉週5日程度（水～金、土日祝）※大会参加時は遠征を行う
〈活動時間〉平日 19：00～21：00（長期休みには日中に行うこともあり）
　　　　　　土日祝 9：00～20：30の間に3時間程度（2部練習や合宿を行うこともあり）
〈選手登録〉2021年4月よりシーホース三河U15への単一登録のみ可
　　　　　　登録人数：15名程度
〈費用〉入会費：10,000円（税込）　月謝：15,000円（税込）　遠征費等：一部実費負担
〈チームスタッフ〉（3名）
HC：伊良部勝志　アカデミーコーチ：嶋田基志　アスレティックトレーナー：寺尾元希
〈所属選手〉（27名）
#1 髙山 大耀(安城市立東山中)、#2 松澤 煌生(知立市立知立中)、#3 木戸 彪悟(名古屋国際中)、#5 津田 尋睦(岡崎市立城北中)
#6 三浦 湊(名古屋市立左京山中)、#7 戸嶋 海青(半田市立乙川中)、#10 水谷 海翔(碧南市立南中)、#11 鈴木 瑛斗(岡崎市立竜海中)
#12 濵島 睦(知多市立中部中)、#13 杉浦 真之介(刈谷市立刈谷南中)、#14 太田 善(豊田市立高岡中)、#15 濵島 渚(知多市立中部中)
#16 大河原 蓮(豊田市立足助中)、#17 星野 秀太(豊田市立高岡中)、#18 清水 瑛斗(蒲郡市立中部中)、#19 本間 大翔(蒲郡市立形原小)
#24 カリーナ・アレックス(西尾市立東部中)、#25 大西 透瑚(刈谷市立双葉小)、#30 山田 翼(名古屋市立萩山中)
#32 渡辺 康介(岡崎市立六ッ美北中)、#34 小泉 灘(半田市立青山中)、#35 坪井 翔(岡崎市立矢作中)、#77 砂原 琉海(刈谷市立富士松中)
#78 白木 陽太(西尾市立一色中)、#86 山崎 陽登(みよし市立三好中)、#91 髙木 幌斗(西尾市立西尾中)
#99 鵜飼 宗太郎(一宮市立丹陽中)
〈大会実績〉
2018年8月　B.LEAGUE U15 CHAMPIONSHIP（出場）
　　　  9月　EARLY CUP TOKAI 2018 エキシビジョンマッチ（3位）
　　   11月　第26回 愛知県ジュニアバスケットボール選手権大会（出場）
2019年1月　ならでんカップ U15 BASKETBALL FESTIVAL 2018（出場）
　　　  8月　U15 BASKETBALL SUMMER FESTIVAL 2019（4位）
　　　　　　 COUGARS CUP 2019（6位）
　　　  9月　PINK DEVILS CUP 2019（3位）
　　　　　　 EARLY CUP TOKAI 2019 交流試合（出場）
　　　11月　第27回　愛知県ジュニアバスケットボール選手権大会（ベスト16）
2020年1月　B.LEAGUE U15 CHAMPIONSHIP 2020（出場）
　　　　　　F・M・Jカップ（準優勝）
　　　 9月　PINK DEVILS CUP 2020(優勝)
　　　11月　第2回 愛知県U15バスケットボール選手権大会2020(優勝)
2021年1月　第1回 全国U15バスケットボール選手権大会・Jr.ウインターカップ2020-21
　　　　　　(ベスト16)
　　　 8月   PINK DEVILS CUP 2021(3位)
　　　　　   第13回 愛知産業大学工業高校杯争奪中学生バスケットボール大会(優勝)
　　　11月  第11回豊田通商カップ 第3回愛知県U15バスケットボール選手権大会 2021
　　　　　　(3位)

### U18
〈結成〉2021年4月
〈主な活動拠点〉愛知教育大学附属高等学校体育館、愛知教育大学第一体育館、高浜市･地域交流施設たかぴあ(サブアリーナ)、高浜市立高浜中学校、東海市民体育館、東祥アリーナ安城(安城市体育館)、スギ薬局知立福祉アリーナ
〈活動頻度〉週4日以上（水～金、土日祝）※練習試合/遠征/合宿/その他イベント実施あり
〈活動時間〉平日 18：00～21：30の間に2～3時間（長期休みには日中に行うこともあり）
　　　　　　土日祝 9：00～21：30の間に3時間程度（2部練習や合宿を行うこともあり）
〈選手登録〉部活動との二重登録不可
　　　　　　登録人数：15名程度
　　　　　　対象：高校1年～3年
〈費用〉入会費：10,000円（税込）　月謝：15,000円（税込）　遠征費等：一部実費負担
〈チームスタッフ〉（4名）
HC：高島一貴　アスレティックトレーナー：井澤拓生　トレーナー：松本麻由、松浦一将
〈所属選手〉（12名）
#1 伊藤 悠二(菊華高等学校)、#8 野田 佳吾(愛知県立小牧南高等学校)、#11 ビンガム 城(大同大学大同高等学校)
＃12 萩原 樹一(名古屋たちばな高等学校)、#14 下條 大輝(至学館高等学校)、#17 神宮 琉海(桜丘高等学校)
#22 新名 徠(至学館高等学校)、#23 坂本 陸碧(愛知県立一色高等学校)、#24 白木 偉(多治見西高等学校)
#45 佐野 雄星(鹿島朝日高等学校)、#53 落合 悠太(飛鳥未来高等学校)、#60 船間 夕聖(愛知県立緑丘高等学校)
〈大会実績〉
2021年6月　B.LEAGUE U18 REGIONAL LEAGUE 2021《中地区》(3戦3勝0敗)

## スクール

### ビギナークラス
バスケットボールをはじめるきっかけ作り、スポーツの楽しさを伝えていく初心者向けクラス
〈対象〉バスケットボール初心者（小学校1～3年生）
〈定員〉男女24名程度（1クラス）
〈主な活動場所〉碧南市臨海体育館、勤労者体育センター（碧南市）
〈活動日〉火曜日〈活動時間〉18:30～19:30
〈実施回数〉年間36回
〈コーチ〉原田梨世（日本バスケットボール協会公認 C級コーチライセンス）
〈入会費〉5,000円（初年度のみ）　〈月謝〉5,000円

### チャレンジクラス
バスケットボールのスキルを開発し、チャレンジしていく経験者向けクラス
〈対象〉バスケットボール部所属・経験者（小学校4～6年生）
〈定員〉男女24名程度（1クラス）
〈主な活動場所〉碧南市臨海体育館、勤労者体育センター（碧南市）
〈活動日〉火曜日〈活動時間〉19:40～20:40
〈実施回数〉年間36回
〈コーチ〉原田梨世（日本バスケットボール協会公認 C級コーチライセンス）
〈入会費〉5,000円（初年度のみ）　〈月謝〉5,000円

### クリニック
※不定期開催

## 歴史
- 1947年 - 創部。
- 1988年 - 日本リーグ2部昇格。チーム名を「アイシン精機シーホース」（アイシンせいきシーホース）とする。
- 1995年 - 1部昇格。元日本鉱業の鈴木貴美一をヘッドコーチに迎え入れる。
- 2000年 - チーム名を「アイシン精機アイシンシーホース」（アイシンせいきアイシンシーホース）とする。
- 2002年〜2005年 - オールジャパン4連覇。
- 2002年-03・2003-04スーパーリーグ連覇。
- 2003年 - チーム名を「アイシン シーホース」とする。
- 2007年 - JBL CHALLENGE CUP優勝。
- 2008年 - オールジャパン5回目の優勝。日本バスケットボールリーグ（新JBL）初代優勝を飾る。（旧JBL=バスケットボール日本リーグ機構を含めると2003-04年度以来の実業団1部リーグ優勝）
- 2009年 - オールジャパンを優勝。JBLで2連覇する。
- 2010年 - オールジャパン3連覇。3連覇を目指したJBLのプレーオフ・ファイナルでは栃木に3連敗して、準優勝に甘んじる。
- 2011年 - オールジャパン4連覇。しかし試合後の薬物検査でライアン・フォーハンケリーから使用禁止薬物（頭痛薬中のイソメテプテン）の陽性反応を示したため、同選手の個人記録を抹消。なお、チームへの処分は「譴責」とし、優勝は取り消されなかった。
- 2013年 - 最後のJBLで優勝。ナショナル・バスケットボール・リーグ参戦に伴いチーム名を「アイシン シーホース三河」（アイシン シーホースみかわ）とする。
- 2015年 - 連覇を狙うアイシン三河は、インサイドの補強に西宮から、昨シーズンのリバウンド王（平均15.6本）で、208cm、133kgのセンタープレーヤーであるアイザック・バッツを獲得しインサイドの補強に成功した[18]。
- 2016年 - NBL最後のシーズンでファイナル進出するも、東芝に破れ準優勝に終わる。B.LEAGUE参入に伴いチーム名を「シーホース三河」とする。

### B.LEAGUE

#### 2016-17シーズン（B1 西地区）
スローガン：THE BEGINNING OF BLUE LEGEND
B1西地区の初代チャンピオンに輝く。チャンピオンシップのクォーターファイナルでは、琉球と対戦。2連勝し、セミファイナル進出を確定。セミファイナルでは栃木と対戦。アウェイの中、第1戦は落とすものの、第2戦は勝利。第3戦までもつれる展開となった。第3戦では一時優位に立つものの、終盤に追いつかれそのまま逆転。セミファイナルで敗退することとなった。

#### 2017-18シーズン（B1 中地区）
スローガン：RAISE THE BLUE PRIDE
初戦の栃木戦を落とすも、2戦目から連勝を続け、11月19日横浜戦でB.LEAGUE記録になる16連勝達成。
2018年2月3日の栃木戦から再度連勝を続け、15連勝を記録したところで、リーグ最速の地区2連覇（2016-17シーズンは西地区）を決める。4月1日には、17連勝を達成し、シーズン序盤に記録した連勝記録を更新した。5月2日、名古屋Dに勝利し、同日に川崎が千葉に敗れたため、リーグ全体での1位を決めた。
5月13日に行われたチャンピオンシップクオーターファイナルで、前年セミファイナルで対決し敗戦した栃木と対戦し、第1戦77-63、第2戦80-75の2連勝で突破。リベンジを果たす。5月20日には、チャンピオンシップセミファイナルでA東京と対戦。2戦ともオーバータイムにもつれ込む接戦になるも、最後に力尽き第1戦65-69、第2戦71-73で敗退した。
シーズン終了後には、MVPを獲得した比江島慎の栃木への移籍、そして絶対的な司令塔である橋本竜馬の琉球への移籍が発表された。

#### 2018-19シーズン（B1 西地区）
スローガン：BURN THE BLUE ENERGY!
長らくチームの主軸を担った比江島慎、橋本竜馬の抜けた穴は大きく、十分な補強もできないまま開幕を迎えることとなった。開幕から5連敗をするなど、苦しいシーズン幕開けとなった。その後7連勝を築き、成績を戻したものの、19試合を終えて9勝10敗の成績となった。その後も、大胆に若手を起用しながら、ハーフコートに磨きをかけたバスケットから、走ってハイスコアのバスケットへ修正を図り、レギュラーシーズンの3分の2を消化した時点で22勝18敗に持ち直した。
シーズン終盤では、自力でチャンピオンシップ進出を決められる位置につけており、可能性は残されていた。しかし、最終節にホームで連敗したことでその可能性が消滅。中地区4位、31勝29敗でシーズンを終えた。

#### 2019-20シーズン（B1 中地区）
スローガン：Get excited
開幕前には、チームの大幅な再編、強化へと踏み出した。生原秀将が横浜へ、村上直が京都へ、狩俣昌也が滋賀へ、西川貴之は三遠へ移籍した。
一方、長野誠史（大阪から）、根来新之助（大阪から）、川村卓也（横浜から）、ダバンテ・ガードナー（新潟から）、ミッケル・グラッドネスが加入。積極的な補強を進めた。しかし契約継続を発表していたアイザック・バッツがメディカルチェックにより契約要項を満たせない事により契約解除。急遽、クリス・オトゥーレとの契約に切り替え、シーズン開幕を迎えることとなる。
シーズンでは、リーグ屈指の布陣を揃え、開幕前の期待値は高かったものの、オフェンス能力の高い選手が集まっているため、懸念されていたチーム構築に時間を要した。
シーズン途中にはミッケル・グラッドネスが契約解除、クリス・オトゥーレがFE名古屋へレンタル移籍し、セドリック・シモンズが三遠から加入。クリス・ジョンソン、ダニエル・ジョンソンの加入など外国籍が安定してチームに馴染めない状況もあり一時、黒星が先行することになるものの、その後9連勝を記録。シーズン終盤では、中地区2位につくまでに持ち直し、チャンピオンシップ進出の可能性を残していた。だが、シーズン途中での新型コロナウイルス感染拡大の状況変化もあり、3月20日～4月1日にかけて開催するB1リーグ戦の中止、更にはCS中止が決定。これに伴い、中地区2位でシーズンを終えることになった。
シーズン終了後には、鈴木貴美一HCを始めとするチームスタッフの契約継続を発表。アイシン時代を含め、25年をこのチームで過ごしたことになる。また、19年間在籍し、長らくチームを牽引してきた桜木ジェイアールの引退を発表。あわせて、アイシン・エィ・ダブリュ ウィングスのテクニカルアドバイザーへの就任も発表された。

#### 2020-21シーズン（B1 西地区）
スローガン：Fight for ___」
開幕前には、森川正明（横浜へ）、岡田侑大（富山へ）、會田圭祐（京都へ）が移籍。外国籍はダバンテ・ガードナーを除いたすべての選手が契約解除となった一方で柏木真介が3シーズンぶりにチームに復帰（新潟より）。このほか、シェーファーアヴィ幸樹（A東京からレンタル移籍先の滋賀より）、高橋耕陽（滋賀より）が加入した。外国籍は、大型PGのカイル・コリンズワースをGリーグから、スペインリーグよりストレッチ4と呼ばれるシェーン・ウィティングトンが加入して新たな布陣を敷く。
天皇杯3回戦で、同じアイシングループのバスケットボールチームであるアイシン・エィ・ダブリュ アレイオンズ安城とB.LEAGUE開幕以降としては初対戦。「アイシンダービー」並びに「三河（西三河）ダービー」となり、88-71で勝利を収めている。
レギュラーシーズンでは序盤より安定して白星を重ね年内を首位で折り返すも、3月に選手並びにスタッフの新型コロナウィルスの陽性が判明。数試合の順延及び中止が発表された。
ウィティングトンの怪我による欠場も長引き、順位を2位から3位へ後退させ終盤戦へ。大阪エヴェッサ、名古屋Dとのチャンピオンシップ出場権を賭けた三つ巴の様相となる。
29節、大阪との直接対決に連勝すれば2位確定だがGAME1にて敗戦。GAME2は勝利するも大阪は2位を確定させ、残る1つのイスを名古屋Dと争う事となる。
最終節の三遠戦のGAME1にて勝利し、名古屋Dが琉球に敗戦したために3位が確定。17-18シーズン以来のチャンピオンシップ出場を果たす。
5月15日に行われたCS第1回戦で東地区首位の千葉と対戦。GAME1を105-76、GAME2を80-78で連敗し敗退。最後のシュートを放ったガードナーは捻挫をしていたが、痛み止めの薬を飲んでの強行出場だったとのこと。
シーズン終了後、レギュラーシーズンMVPを獲得した金丸晃輔が島根への移籍を発表し、比江島に続いてのMVP選手の放出となった。
他にも川村卓也（西宮へ）、熊谷航（信州へ）、加藤寿一（京都へ）、シェーン・ウィティングトン（名古屋Dへ）、高橋耕陽（SR渋谷へ）の移籍が発表されている。

#### 2021-22シーズン（B1 西地区）
スローガン：全力三河
開幕前には長らく三河の得点源として活躍した金丸晃輔と同ポジションの川村卓也、高橋耕陽、加藤寿一の移籍により大幅なチームバランスの改革を敢行することとなった。
新たに細谷将司（秋田より）、西田優大（新潟より）、角野亮伍（大阪より）、橋本晃佑（富山より）を獲得しチームの若返りを図っている。Gリーグよりジェロード・ユトフの移籍も発表された。
レギュラーシーズン前半では上位争いを繰り広げるも、上位を走る琉球、島根を捉えらず。コリンズワース、ユトフの相次ぐIL入りもあり急遽、ジョナサン・オクテウス（越谷より、広島戦から）とスタッフ登録されていたアンソニーローレンスII（島根戦から）を選手登録する。橋本晃佑が1月22日のHOME・富山戦で復帰するも翌月、練習中に腕を骨折する怪我を負いロスター不足に悩まされる試合が続いた。
3月5日の広島戦から、B3の金沢武士団より山本浩太がレンタル（期限付き）移籍によって加入。後にHOME滋賀戦に出場し、ファールを貰いフリースロー1本を沈めた。
SR渋谷、秋田とWC下位争いを競り合ったが最終節に川崎に連敗。この結果により秋田にWC下位を明け渡し2季連続のCS出場を逃してシーズンを終える。
個人成績では西田優大がシーズン新人王を獲得した。
シーズン終了後、カイル・コリンズワース（三遠へ）、根來新之助（三遠へ）、ジェロード・ユトフ（京都へ）、山本浩太（レンタル期限満了に伴い金沢へ）の退団が発表される。退団が3名（レンタル移籍を除く）、うち日本人選手が1名のみという小規模な退団のシーズンはB.LEAGUEが始まって以来初となった。

#### 2022-23シーズン（B1 中地区）
スローガン：解き放て。
韓国KBL・原州DBプロミより中村太地が特別指定時代（17-18シーズン）以来の復帰。新加入外国籍として、かつてNBA通算472試合出場経験の経歴を持つカイル・オークインや、チームとして初のアジア特別枠選手のブランドン・ジャワト（宇都宮より）が加入。
シーズン序盤の11月にカイル・オークインが契約内容に離反する行為があったとして契約解除。それに伴いセドリック・シモンズが2年ぶり3度目となる三河への加入となった。カイル・オークインは三河と契約解除後12月末に、三遠ネオフェニックスと選手契約を締結。
右手の怪我で出場をしていなかった橋本晃佑が宇都宮戦にて復帰を果たした。
前半30試合は外国籍選手の退団、加入等でチームとして安定がせず、10勝20敗と負け越し借金10と苦戦を強いられた。
シーズンの前半(30試合)が終わったタイミングで、セドリック・シモンズ、アンソニー・ローレンスIIが相次いでインジュアリーリスト入りをした。それに伴い、新たにシズ・オルストンとクインシー・ミラーの加入が発表された。
オールスター後、シーズンの後半に入ったが川崎、新潟（GAME1）と負けが続き今シーズン最長の9連敗。新潟戦（GAME2）を77-81で勝ち、長いトンネルを抜け出すことが出来た。
3月26日の大阪エヴェッサ戦（GAME2）にてシェーファーアヴィ幸樹が試合開始直後にて負傷。右膝前十字靭帯断裂（全治未定）の診断を受ける。シェーファーにとって初めて選手生活における長期離脱を余儀なくされる大怪我となってしまった。
4月1日のアルバルク東京戦から橋本晃佑が三河での初のスターター入りを果たした。（橋本のスターター入りは、富山所属時のアキレス腱の怪我以来715日ぶり）
4月8,9日の富山グラウジーズ戦を連勝し、HOME戦5連勝を記録した。
4月15日のサンロッカーズ渋谷戦（GAME1）を84‐97で敗北。同日に行われた信州、横浜の試合結果に伴い4月15日付けで今シーズンのCSへの進出の可能性が消滅し、2021-22シーズンに続き2シーズン連続のポストシーズン不参加となった。
4月16日のGAME2は110‐104で勝利。今シーズン最多得点の110得点を記録。また、OT無しでの両チーム合計214得点はBリーグ記録タイである。
4月20日にシズ・オルストンの退団が発表された。それに伴い、セドリック・シモンズのINGからの抹消と選手登録も発表された。
4/22,23日には約5年（2018‐19シーズン以来）ぶりに岡崎中央総合公園総合体育館で試合（横浜ビー・コルセアーズ戦）が行われた。GAME1にシモンズがロスター入りをし、2020年12月末のING登録以来約4か月ぶりの復帰をした。また、シモンズ,長野,ガードナーが試合中に負傷した。GAME2は前日に負傷したシモンズ、長野が欠場し、ロスター8人で挑んだ。長野に代わり細谷が久々のスターターを務めた。接戦の末、ガードナーが38得点8リバウンド、ミラーが23得点14リバウンド（ダブルダブル）で牽引し83‐78で勝利。同日は3910人の入場が発表され今シーズン最多入場者数を記録した。
4月27日にセドリック・シモンズとの契約解除、アンソニー・ローレンスIIのINGからの抹消と選手登録が発表された。ローレンスIIは2022年12月末にINGへ登録されて以来約4か月振りの復帰となった。
5月7日の三遠ネオフェニックス戦GAME1は95‐75で勝利。翌日のGAME2は78‐86で敗戦。RS最終戦を黒星で締めくくった。また、3,133人の入場が発表され前日に続きWA刈谷史上最多入場者数を連日更新した。RS総合成績は27勝33敗の勝率4割5分とシーズン途中終了だった19-20シーズンを除いてBリーグ開幕から最も低い勝率でシーズン終了となった。
5月7日の試合後のファンイベントで鈴木HC兼GM本人からを退任するという旨の発表があった。その後、急遽社長が記者会見を行い、鈴木氏が正式に退任することが発表された。その後異例な形で深夜0時頃にクラブ公式SNS及び公式サイトにて鈴木貴美一のHC及びGM退任が発表された。鈴木氏はアイシン時代から28年もの間HCを務め、数多くのタイトルを獲得してきた。後日公式HPに特設ページが作られ、柏木と桜木ジェイアールからのコメントや過去の成績、これまでの鈴木氏の写真などが掲載された。
シーズン終了後、ブランドン・ジャワト、細谷将司（福井へ）、アンソニー・ローレンスII、クインシー・ミラーが退団。チームスタッフは通訳の鈴木泰輔とビデオコーディネーターの大西蔵人が退団をした。
一方でダバンテ・ガードナー、長野誠史、橋本晃佑、柏木真介、角野亮伍、中村太一、西田優大が契約継続をした。

#### 2023-24シーズン（B1 中地区）
スローガン：ガチ。
22-23シーズン終了後のファンイベントにて新ユニフォームデザインが発表され、側面カラーがビクトリーゴールドからブルーへと一新された。
チームスタッフはワシントン・ウィザーズ（NBA）にてAC等を10年務めたライアン・リッチマンがHCへ就任。マネージャー兼通訳としてチーム初の女性スタッフの落合明子（茨城ロボッツより） ,アシスタントコーチ兼データアナリストとして塩野竜太（A東京より）、通訳兼サポートスタッフとして小野悠真（北海道より）、アシスタントコーチとしてダン・タシュニー（ワシントン大学女子バスケットボール部より）、ビデオコーディネーターとして津谷幸治郎、ビデオコーディネーター兼サポートスタッフとして松浦なずな、アシスタントストレングス&コンディショニングとして髙橋宙丸の計8名（過去最多）が新たに加入した。
また、フロントでも運営会社設立時の社長だった鈴木秀臣が退任し、後任に寺部康弘が就任した。
選手はプロ3年目の若手PGの久保田義章（京都より）、208cmのPF/Cながら走れるリムプロテクターなザック・オーガスト（トルコリーグより）、2017年から22年までアイシン アレイオンズに所属し、個人としてB1初挑戦の卜部兼慎（豊田合成スコーピオンズより）、かつての千葉時代から三河キラーと呼ばれているベテラン3＆Dの石井講祐（SR渋谷より）、2016年にオーランド・マジックからドラフト2巡目/47位指名を受け2022年までNBAでプレー,昨シーズンは腰の怪我に見舞われ休養をしていたジェイク・レイマン（ミネソタ・ティンバーウルブズ NBAより）、昨シーズンKBLにて韓国出身選手でリーグトップの1試合平均18.1得点を記録しレギュラーシーズンベスト５に入り,韓国代表PGとしても活躍するイ・デソン（KBLより）の計6名が加入。また、日本国籍を持つアメリカ出身の17歳二モ正義(ヘインズシティハイスクールより)が特別指定選手として加入。
7月4日、シェーファーアヴィ幸樹のインジュアリーリスト入り（右前十字靭帯断裂）が発表された。
7月13日、かつて三河に9シーズン所属し、引退後はHCなどを各地で務めた佐古賢一がシニアプロデューサー（フロントスタッフ）として加入することが発表された。
7月末、シーズンチケットは23‐24シーズンいっぱいで一時販売中止となり24‐25、25‐26シーズンの販売中止が発表された。理由としては26年に愛知県で開催される「第20回アジア競技大会/第5回アジアパラ競技大会」に向けた改修工事及び本大会の開催が挙げられている。ホームアリーナとして使用しているWA刈谷、SH豊田、岡崎中央総合体育館が対象となっておりアリーナの確保が困難になるためである。またアジア競技大会後から安城市に建設中の新ホームアリーナ（（仮）シーホースアリーナ）での試合開催が予定されていることが発表された。
同日、チケット価格改定についての発表もあった。新B1審査基準（第三次審査）「平均観客数3,000人以上」の達成をすべく今シーズン限りの特別価格での販売となり、前シーズン比600～2,000円程度の値下げが行われた。
8月28日、オフェンス時に使用していた『レッツゴーシーホース』を「応援の一体感を作り、選手の後押しとなる応援」に基づいた改善が必要ということからリニューアルした『シーホースアンセム』を発表した。名前には、試合中だけでなくタイムアウトやヘッドコーチチャレンジ中など、様々な場面で使用する応援であるため、シーホース三河の応援を「象徴する」「代表する」ものにしたいという想いが込められている。リニューアルに伴い『レッツゴーシーホース』は廃止するとされた。
9月7日、26年から始まる新BリーグのB.LEAGUEPREMIER（現B1）に参戦するためのプロジェクトとして『COUNT90,000PROJECT』が発表された。90,000という数字は3,000人×30試合の計90,000人の来場が必要という意味合いが込められている。プロジェクトの内容として「チケット価格を改定」「アクセスを改善」「アリーナコンテンツの改良」の3つが掲げられた。またプロジェクトの内容と同時に22‐23シーズンの来場者数等も公表された。（総来場者数84,182人、平均来場者数2,806人（刈谷：2,547人　豊田：3,471人　岡崎：3,666人）、着券率88％）
9月21日、『チームアイデンティティとキャプテンについて』が発表された。チームアイデンティティを土台として、全選手・チームスタッフが一丸となり、優勝を目指すということから「これらを遂行するためには選手全員がリーダーシップを共有すべきと考え、2023-24シーズンはキャプテンを定めず、全選手がキャプテンとして活動していきます。」と方針が発表された。『チームアイデンティティ』として「World Class Shape 身体状態を世界レベルに保つ」「Accountability 責任感を持つ」「Toughness + Competitiveness 強靭さ・粘り強さ + 競争力・競争心」「Unity + Joy 団結・結束 + 喜び」の4つが掲げられた。
10月8日、島根戦（game2）を80‐74で勝利しリッチマン体制初勝利を飾った。また、島根に公式戦で勝利するのは2020‐21シーズン以来の10試合ぶりとなった。
10月12日、『シーホースアンセム』のブラッシュアップと運用方法の変更を発表した。楽曲のブラッシュアップは、天皇杯での使用後寄せられた意見をもとに、より声が張りやすく、声が出しやすくするためにキーを＋2したものへと変更がされた。また、「シーホースアンセム」の公開以降、『これまでのレッツゴーシーホースと併用しても良いのでは』などと言った意見が寄せられ、従来の応援に「シーホースアンセム」を加えるとともに、「レッツゴーシーホース」も継続して併用する運用方法に変更された。
12月3日、琉球戦（game2）で3,253人が入場し、WA刈谷史上最多入場者数を記録した。
12月9日、仙台戦（game1）でガードナーが史上2人目となるB.LEAGUE通算9,000得点を達成した。
12月16日、富山戦(game1)でガードナーが史上6人目となるB1通算400試合出場を達成した。
12月29日、西田公陽(東海大4年)が特別指定選手として加入することが発表された。西田公陽は西田優大の弟で、背番号は#16。これでチームは日本人10人、外国籍3人、アジア・帰化1人、特別指定2人の計16人体制（内1人IL）となり、三河史上最多のロスター編成となった。
12月30日、横浜BC戦(game1)を72-73で敗北し、連勝は8でストップとなった。
1月6日、茨城戦(game1)で長野が試合中の相手選手との接触により右手を負傷。
1月7日、茨城戦(game2)で通算来場者数50万人を達成した。
1月11日、1月6日に負傷した長野の診断結果が右尺骨茎状突起骨折（全治未定）と発表された。
1月24日、長野のILへの登録（右尺骨茎状突起骨折）が発表された。
1月31日、横浜戦で西田公陽が初ロスター入りとB1公式戦初出場を記録した。
2月1日、シェーファーのILからの抹消が発表された。
2月3日、信州戦(game1)で西田公陽がB1公式戦初得点を記録した。また、怪我から復帰となったシェーファーが314日ぶりに出場し、復帰後初得点も記録した。
2月4日、信州戦(game2)に3,256人が来場し、WA刈谷史上最多入場者数を更新した。
2月26日、西田優大との2024-25シーズンの選手契約継続および、2025-26シーズンを含めた複数年契約に双方合意したことを発表した。シーズン途中での複数年契約合意の発表はリーグで前例のないことだ。
3月18日、長野のIL抹消とそれに伴う卜部の契約解除が発表された。また卜部は23-24シーズンの残りをクラブ職員として活動し、ホームゲームのみチームへ帯同することも発表された。
3月19日、B.LEAGUE理事会において、シーホース三河への2024-25シーズン B1ライセンス交付が決定したことが発表された。
3月20日、信州戦で長野、西田が戦線復帰を果たした。
3月23日、京都戦(game1)でガードナーが史上4人目となる個人通算11,000得点を達成した。
3月30日、宇都宮戦(game1)に3,329人が来場しWA刈谷史上最多入場者数を更新した。
4月6日、A東京戦(game1)でガードナーが史上34人目となるB1個人通算400回3P成功を達成した。
4月7日、A東京戦(game2)で石井が史上32人目となるB1個人通算400試合出場を達成した。
4月20日、川崎戦(game2)で長野がB1個人通算300試合出場を、オーガストがB1個人通算100ダンクを達成した。また、久保田がシーズンハイの18得点をあげた。
4月27日、佐賀戦(game1)で3159人が来場し90000人プロジェクトを達成した。それに伴い試合後にセレモニーが行われた。そのセレモニー内で、リッチマンHCとの2024‐25シーズンの契約継続が発表された。
4月28日、佐賀戦(game2)で長野がキャリアハイタイとなる3ptFG5本を記録した。
5月4日、三遠戦(game1)に4733人が来場し今季最多入場者数を更新した。また、91‐74で勝利し中地区２位確定マジックを１とした。
5月5日、三遠戦(game2)レギュラーシーズン最終戦で中地区3位の渋谷と１ゲーム差。先に試合終了した渋谷が信州に勝利したため同率で並ばれた。同率の場合は直接対決の結果が優先される為、渋谷に負け越していた三河は勝利がCS出場の絶対条件となるところを79‐72で勝利し中地区２位が確定し、3大会ぶり４回目となるCSを自力で決めた。
5月11日,12日、CSQF名古屋D戦はgame1は78-69、game2は84-75で連敗。3大会ぶりとなるCSはQFでの敗退となった。
シーズン終了後、選手は中村太地(福岡/B2へ)、橋本晃佑(福岡/B2へ)、イ・デソン（KBL/サムスンへ）、ニモ正義（NBAグローバルアカデミーへ/オーストラリア）が退団。
スタッフは通訳/サポートスタッフの小野悠真が契約満了により退団(仙台へ)。スーパーガールズのASAMI、MIDORIが卒業。

#### 2024-25シーズン（B1中地区）
スローガン：超えていけ。
選手は23-24シーズン途中に複数年契約の締結を発表した西田優大、在籍6年目金城鉄壁のプレーメーカー長野誠史、特別指定選手から本契約となったルーキーの西田公陽、日本代表にも入る日本人ビックマンのシェーファー・アヴィ・幸樹、在籍6年目となるポジションレスオフェンシブモンスターダバンテ・ガードナー、走れるリムプロテクターのビックマンザック・オーガスト、在籍３年目となりセカンドユニットでスコアラーとして活躍し外国籍とのマッチアップもこなす角野亮伍、3＆D のベテランシューター石井講祐、変幻自在なスコアリングスキルと巧みなパスセンスをもつ久保田義章、元NBAでライアンHCと旧知の仲であるジェイク・レイマンの計10人が契約継続となった。また、日本代表にも入る3&Dの須田侑太郎（名古屋Dより）が複数年契約で、三河U15の創設メンバーとして所属していた桜丘高校出身で18歳の平寿哉が特別指定選手として、桜丘高校で留学生としてプレーをし大東文化大学へ進学し2024年3月に日本国籍を取得したモッチラミン（JR東日本秋田ぺッカーズ/社会人リーグより）が新たに加入した。
スタッフは就任1年目でチームをCSまで導いたライアン・リッチマンHC、大久保愛樹AC、ダン・タシュニーAC、塩野竜太AC/データアナリスト、津谷幸治郎ビデオコーディネーター、松浦なずなビデオコーディネーター、西脇崇量パフォーマンスディレクター、高橋宙丸アシスタントストレングス＆コンディショニング、仲野学ヘッドメディカルトレーナー/アスレティックトレーナー、鈴木俊也メディカルトレーナー、落合明子MG/通訳、坊野憲吾MGが契約継続となった。また、かつて日本代表のACも務め、北海道、群馬でHC経験のある水野宏太(群馬より)がAC兼通訳として、小川真琴(マイアミ大学より)がアスレティックトレーナーとして新たに加入した。前シーズンより一人増え、過去最多人数でのスタッフ編成となった。
6月3日、9月7日～8日にドルフィンズアリーナで愛知県内のB1所属クラブ4チーム(名古屋ダイヤモンドドルフィンズ、FE名古屋、シーホース三河、三遠ネオフェニックス)でのトーナメント戦、『AICHI CENTRAL CUP 2024』が開催されることが発表された。初戦は昨季のCS・QFで戦った名古屋ダイヤモンドドルフィンズとの試合となることも併せて発表された。
7月16日、佐古賢一シニアプロデューサーがトップチーム、アカデミーの強化を目的とし、チームディレクターへ就任することが発表された。
また同日、柏木真介の三遠ネオフェニックスへの期限付き移籍(2025年6月30日まで)が発表された。
8月1日、元澤誠(立川ダイス/B3より)が練習生として加入。
8月2日、吉田守孝氏が取締役会長に就任。
8月8日、2024-25シーズンのSuper★GirlsのキャプテンにMISA、バイスキャプテンにCHISAKIが就任。
8月26日、練習生としてチーム練習に参加していた元澤誠との24-25シーズンの選手契約を締結したことを発表した。またポジションは加入時に公示されていたPGから変わり、SG/SFとして登録された。
9月6日、24-25シーズンのチームアイデンティティが『Competitive Discipline(競争力のある規律),Accountability(結果、成果に対する責任),Trust(信頼),Joy(よろこび)』に決まったことが発表された。
また同日、シーズンのキャプテンに#13 須田侑太郎、副キャプテンに#19 西田優大が就任したことも発表された。
9月7,8日にAICHI CENTRAL CUP 2024が開催された。7日のGame1(vs名古屋D)は73-60で勝利した。この日、新加入の須田がスターティング５として、その他の新加入選手も全員出場をした。また、須田がGame1のMIPに選出された。翌日8日のGame2(vs三遠ネオフェニックス)は69-93で敗れた。この日、新加入で特別指定選手の平が4Qにプロ初得点を記録した。最終結果は全体2位となった。
9/22,23日にありそドーム(富山・魚津)で第100回天皇杯2次ラウンド予選が行われた。22日の富山戦は90‐85で勝利したが、23日のFE名古屋戦に88‐89で敗北し3大会連続で2次ラウンドでの敗退となった。
10月13日、新たに「FAN！FUN！FIND！～共に2028へ！～」をスタートすることが発表された。ファン・ブースターとの繋がりを強くし、共にクラブの価値向上を図っていくためのプロジェクトとし、新アリーナが開業する2028年に向けて、より多くの人に愛されるクラブになりたいと考え、ファン・ブースターと共に、シーホース三河の未来を創るためのプロジェクト。プロジェクト名には次の3点が込められている。①ファン・ブースターをはじめ、皆さまの視点から見たシーホース三河について理解を深めたい　②ファン・ブースターをはじめ、皆さまの想いを理解し、より楽しんでいただける情報を発信・共有していきたい　③2028年に向けて、共にシーホース三河を盛り上げる仲間を増やしたい
また同日、シーホース三河公認ブック「BOOSTER'S 2024-25」の発売が決定したことも発表された。
10月5日、茨城戦(game1)を64対74で勝利した。RS開幕戦で勝利をしたのは2021-22シーズン以来3年ぶりとなった。翌日のgame2も60対75で勝利し、開幕2連勝となった。開幕戦で2連勝するのは2020-21シーズン以来4年ぶりのことだ。
10月31日、モッチラミンが契約条項に離反する事項があったため双方合意の上契約解除となった。
11月6日、秋田戦にてガードナーが史上初となるB1個人通算10,000得点を達成した。
11月28日、須田がB.LEAGUE推薦で「りそなグループ B.LEAGUE ALL-STAR GAME WEEKEND 2025 IN FUNABASHI」のB.WHITEに選出された。
12月7日、須田がB1個人通算500アシストを達成した。
12月8日、仙台戦(game2)を81-64で勝利し今シーズン最多の5連勝を記録した。また、この試合でオーガストがB1個人通算500ディフェンスリバウンド、B1個人通算1000得点を達成した。
12月11日、FE名古屋戦で石井がB1個人通算400スティールを達成した。
12月15日、京都戦(game2)でガードナーが史上3人目のB1個人通算3000ディフェンスリバウンドを達成した。
12月21日、川崎戦(game1)で長野がB1個人通算1000アシストを、須田がB1個人通算500試合出場を達成した。
12月28日、北海道戦(game1)でガードナーがB1個人通算4000リバウンドを達成した。
1月4日、越谷戦(game1)で須田がB1個人通算3000得点を達成した。
1月11日、渋谷戦(game1)で石井がB1個人通算600回3ポイント成功を達成した。
1月16日、小澤飛悠(日本体育大学2年生)が練習生として1月16日(木)～2月1日(土)の期間、トップチームの練習に参加することが発表された。
2月9日、滋賀戦(game2)でロスター全員得点の110得点を記録し今シーズン初の100点ゲームとなった。
2月18日、新井翔太選手(青山学院大学)が練習生として2月18日(火)～3月1日(土)の期間、トップチームの練習に参加するが発表された。

## 成績

### オールジャパン（天皇杯）
| 年度 | 回  | チーム名       | 最終結果        | HC                   |
| ---- | --- | -------------- | --------------- | -------------------- |
| 2000 | 75  | アイシン精機   | 準決勝敗退      | 鈴木貴美一           |
| 2001 | 76  | アイシン精機   | 準決勝敗退      | 鈴木貴美一           |
| 2002 | 77  | アイシン精機   | 優勝            | 鈴木貴美一           |
| 2003 | 78  | アイシン       | 優勝            | 鈴木貴美一           |
| 2004 | 79  | アイシン       | 優勝            | 鈴木貴美一           |
| 2005 | 80  | アイシン       | 優勝            | 鈴木貴美一           |
| 2006 | 81  | アイシン       | 準決勝敗退      | 鈴木貴美一           |
| 2007 | 82  | アイシン       | 準優勝          | 鈴木貴美一           |
| 2008 | 83  | アイシン       | 優勝            | 鈴木貴美一           |
| 2009 | 84  | アイシン       | 優勝            | 鈴木貴美一           |
| 2010 | 85  | アイシン       | 優勝            | 鈴木貴美一           |
| 2011 | 86  | アイシン       | 優勝            | 鈴木貴美一           |
| 2012 | 87  | アイシン       | 準優勝          | 鈴木貴美一           |
| 2013 | 88  | アイシン       | 準優勝          | 鈴木貴美一           |
| 2014 | 89  | アイシン三河   | 準決勝敗退      | 鈴木貴美一           |
| 2015 | 90  | アイシン三河   | 3回戦敗退       | 鈴木貴美一           |
| 2016 | 91  | アイシン三河   | 優勝            | 鈴木貴美一           |
| 2017 | 92  | シーホース三河 | 準決勝敗退      | 鈴木貴美一           |
| 2018 | 93  | シーホース三河 | 準優勝          | 鈴木貴美一           |
| 2019 | 94  | シーホース三河 | 準々決勝敗退    | 鈴木貴美一           |
| 2020 | 95  | シーホース三河 | 準々決勝敗退    | 鈴木貴美一           |
| 2021 | 96  | シーホース三河 | 準決勝敗退      | 鈴木貴美一           |
| 2022 | 97  | シーホース三河 | 準々決勝敗退    | 鈴木貴美一           |
| 2023 | 98  | シーホース三河 | 2次ラウンド敗退 | 鈴木貴美一           |
| 2024 | 99  | シーホース三河 | 2次ラウンド敗退 | ライアン・リッチマン |
| 2025 | 100 | シーホース三河 | 2次ラウンド敗退 | ライアン・リッチマン |

### B.LEAGUE EARLY CUP
| 年度 | 地区   | 会場                 | 最終成績 | HC         |
| ---- | ------ | -------------------- | -------- | ---------- |
| 2017 | 不出場 | 不出場               | 不出場   | 不出場     |
| 2018 | 東海   | 豊橋市総合体育館     | 準優勝   | 鈴木貴美一 |
| 2019 | 東海   | ウィングアリーナ刈谷 | 優勝     | 鈴木貴美一 |
| 2020 | 中止   | 中止                 | 中止     | 鈴木貴美一 |
| 2021 | 未開催 | 未開催               | 未開催   | 鈴木貴美一 |
| 2022 | 未開催 | 未開催               | 未開催   | 鈴木貴美一 |
| 2023 | 未開催 | 未開催               | 未開催   | 鈴木貴美一 |

### AICHI CENTRAL CUP[129]
| 年度 | 日程 | 対戦相手                       | 試合結果 (H-A) | W / L | スターティング５                                     | ロスター外 | HC                   | 最終 順位 |
| ---- | ---- | ------------------------------ | -------------- | ----- | ---------------------------------------------------- | ---------- | -------------------- | --------- |
| 2024 | 9/7  | 名古屋ダイヤモンドドルフィンズ | 73-60          | W     | #0オーガスト,#11久保田 #13須田,#19西田 #54ガードナー |            | ライアン・リッチマン | 2位       |
| 2024 | 9/8  | 三遠ネオフェニックス           | 69-93          | L     | #0オーガスト,#11久保田 #13須田,#19西田 #54ガードナー |            | ライアン・リッチマン | 2位       |

### 過去のリーグ戦

#### 旧JBL
| 年度 | リーグ         | ディビジョン   | 回  | レギュラーシーズン | レギュラーシーズン | レギュラーシーズン | セミファイナル | セミファイナル | ファイナル | ファイナル | 最終結果 | HC         |
| 年度 | リーグ         | ディビジョン   | 回  | 勝                 | 敗                 | 順位               | 勝             | 敗             | 勝         | 敗         | 最終結果 | HC         |
| ---- | -------------- | -------------- | --- | ------------------ | ------------------ | ------------------ | -------------- | -------------- | ---------- | ---------- | -------- | ---------- |
| 1988 | 日本リーグ     | 2部            | 22  | 13                 | 2                  | 1位                |                |                |            |            | 優勝     |            |
| 1989 | 日本リーグ     | 2部            | 23  | 9                  | 6                  | 4位                |                |                |            |            |          |            |
| 1990 | 日本リーグ     | 2部            | 24  | 7                  | 8                  | 3位                |                |                |            |            | 3位      |            |
| 1991 | 日本リーグ     | 2部            | 25  | 10                 | 5                  | 2位                |                |                |            |            | 準優勝   |            |
| 1992 | 日本リーグ     | 2部            | 26  | 5                  | 10                 | 5位                |                |                |            |            |          |            |
| 1993 | 日本リーグ     | 2部            | 27  | 8                  | 7                  | 4位                |                |                |            |            |          |            |
| 1994 | 日本リーグ     | 2部            | 28  | 11                 | 4                  | 2位                |                |                |            |            | 準優勝   | 鈴木貴美一 |
| 1995 | 日本リーグ     | 1部            | 29T | 4                  | 12                 | 10位               |                |                |            |            |          | 鈴木貴美一 |
| 1996 | 日本リーグ     | 1部            | 30C | 5                  | 11                 | 11位               |                |                |            |            |          | 鈴木貴美一 |
| 1997 | 日本リーグ     | 1部            | 31T | 5                  | 11                 | 10位               |                |                |            |            |          | 鈴木貴美一 |
| 1998 | 日本リーグ     | 1部            | 32T | 9                  | 7                  | 4位                |                |                |            |            | 7位      | 鈴木貴美一 |
| 1999 | 日本リーグ     | 1部            | 33C | 7                  | 9                  | 3位                |                |                |            |            | 4位      | 鈴木貴美一 |
| 2000 | 日本リーグ     | SL             | 34  | 13                 | 8                  | 3位                | 0              | 2              | ---        | ---        | 3位      | 鈴木貴美一 |
| 2001 | スーパーリーグ | スーパーリーグ | 1   | 17                 | 4                  | 1位                | 0              | 2              | ---        | ---        | 3位      | 鈴木貴美一 |
| 2002 | スーパーリーグ | スーパーリーグ | 2   | 18                 | 3                  | 1位                | 2              | 0              | 2          | 0          | 優勝     | 鈴木貴美一 |
| 2003 | スーパーリーグ | スーパーリーグ | 3   | 20                 | 8                  | 1位                | 2              | 0              | 2          | 1          | 優勝     | 鈴木貴美一 |
| 2004 | スーパーリーグ | スーパーリーグ | 4   | 22                 | 6                  | 1位                | 2              | 1              | 0          | 3          | 準優勝   | 鈴木貴美一 |
| 2005 | スーパーリーグ | スーパーリーグ | 5   | 11                 | 15                 | 5位                | ---            | ---            | ---        | ---        | 5位      | 鈴木貴美一 |
| 2006 | スーパーリーグ | スーパーリーグ | 6   | 14                 | 10                 | 3位                | 0              | 2              | ---        | ---        | 3位      | 鈴木貴美一 |

※日本リーグ1部の第22回（1988年）から第33回（1999年）まではC（クーガー）、T（タイガー）のディビジョン制を導入。

※日本リーグ1部の第34回（2000年）のディビジョンはSL（プレスーパーリーグ）、NL（日本リーグ）として実施。

#### JBL
| 年度    | リーグ | 回 | レギュラーシーズン | レギュラーシーズン | レギュラーシーズン | セミファイナル               | セミファイナル               | ファイナル                   | ファイナル                   | 最終結果                     | HC         |
| 年度    | リーグ | 回 | 勝                 | 敗                 | 順位               | 勝                           | 敗                           | 勝                           | 敗                           | 最終結果                     | HC         |
| ------- | ------ | -- | ------------------ | ------------------ | ------------------ | ---------------------------- | ---------------------------- | ---------------------------- | ---------------------------- | ---------------------------- | ---------- |
| 2007-08 | JBL    | 1  | 26                 | 9                  | 1位                | 2                            | 0                            | 3                            | 2                            | 優勝                         | 鈴木貴美一 |
| 2008-09 | JBL    | 2  | 24                 | 11                 | 1位                | 2                            | 0                            | 3                            | 1                            | 優勝                         | 鈴木貴美一 |
| 2009-10 | JBL    | 3  | 31                 | 11                 | 1位                | 2                            | 0                            | 0                            | 3                            | 準優勝                       | 鈴木貴美一 |
| 2010-11 | JBL    | 4  | 26                 | 10                 | 1位                | 震災のためプレイオフ実施せず | 震災のためプレイオフ実施せず | 震災のためプレイオフ実施せず | 震災のためプレイオフ実施せず | 震災のためプレイオフ実施せず | 鈴木貴美一 |
| 2011-12 | JBL    | 5  | 31                 | 11                 | 1位                | 2                            | 1                            | 1                            | 3                            | 準優勝                       | 鈴木貴美一 |
| 2012-13 | JBL    | 6  | 34                 | 8                  | 1位                | 2                            | 0                            | 3                            | 2                            | 優勝                         | 鈴木貴美一 |

#### NBL
| 年度    | 回 | レギュラーシーズン | レギュラーシーズン | レギュラーシーズン | カンファレンス セミファイナル | カンファレンス セミファイナル | カンファレンス ファイナル | カンファレンス ファイナル | ファイナル | ファイナル | 最終 結果 | HC          |
| 年度    | 回 | 勝                 | 敗                 | 順位               | 勝                            | 敗                            | 勝                        | 敗                        | 勝         | 敗         | 最終 結果 | HC          |
| ------- | -- | ------------------ | ------------------ | ------------------ | ----------------------------- | ----------------------------- | ------------------------- | ------------------------- | ---------- | ---------- | --------- | ----------- |
| 2013-14 | 1  | 40                 | 14                 | 西2位              | 2                             | 0                             | 1                         | 2                         | ---        | ---        | 4位       | 鈴木 貴美一 |
| 2014-15 | 2  | 43                 | 11                 | 西1位              | 2                             | 0                             | 2                         | 0                         | 3          | 1          | 優勝      | 鈴木 貴美一 |
| 2015-16 | 3  | 35                 | 18                 | 4位                | 2                             | 0                             | 2                         | 0                         | 2          | 3          | 準優勝    | 鈴木 貴美一 |

## タイトル・表彰

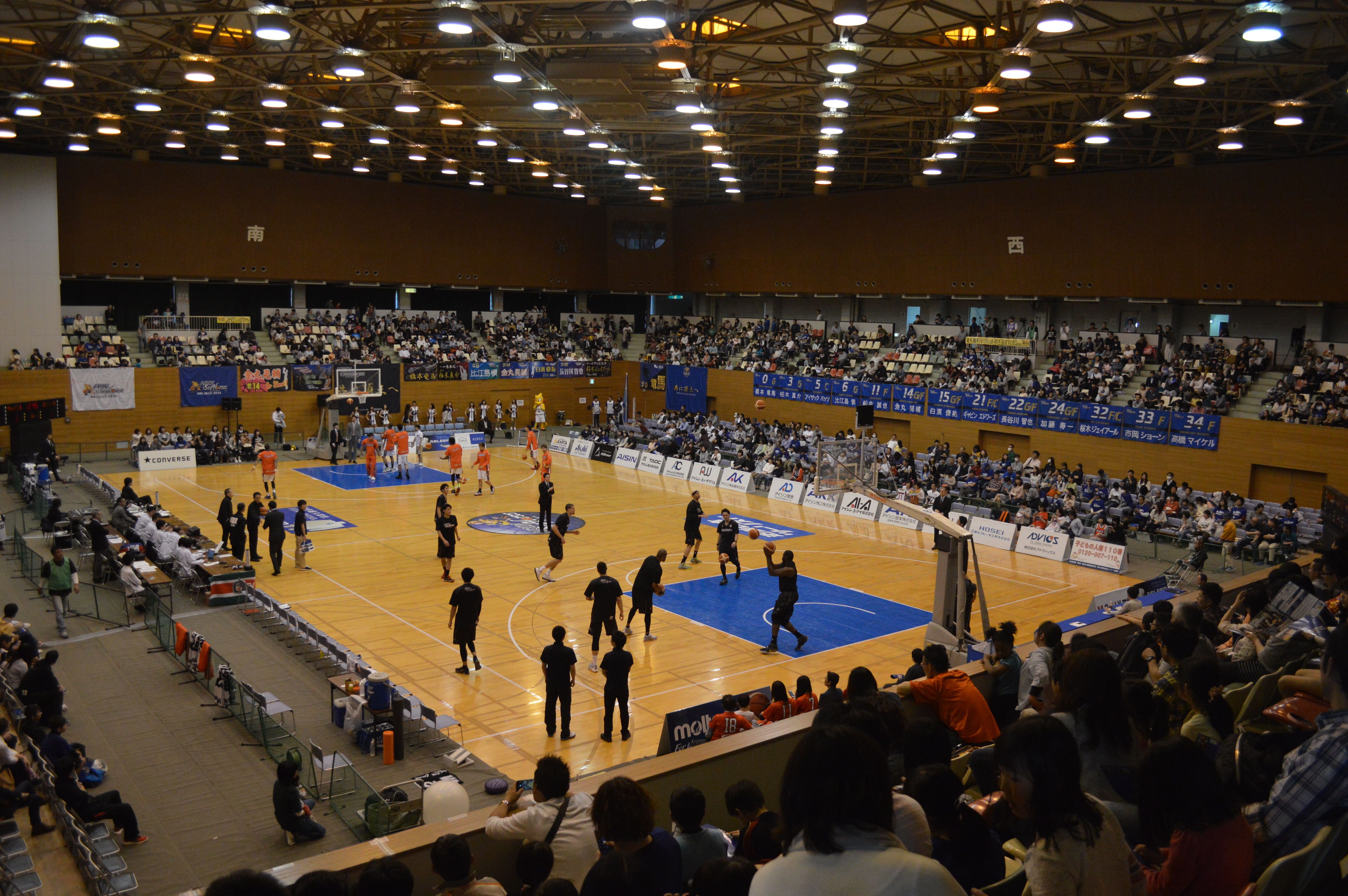
2015-16シーズン、刈谷市体育館

### チーム
日本リーグ→スーパーリーグ
- 優勝2回（2002 - 03・2003 - 04）

JBL
- 優勝3回（2007 - 08・2008 - 09・2012 - 2013）

NBL
- 優勝1回（2014 - 15）

天皇杯
- 優勝9回（2002・2003・2004・2005・2008・2009・2010・2011・2016）

JBL CHALLENGE CUP
- 優勝1回（2007）

国体
- 優勝5回

B.LEAGUE EARLY CUP
- 優勝1回（2019 ）

### 個人
2016-17シーズン
- 金丸晃輔(ベストファイブ・3P成功率(42.6%)・FT成功率(90.8%))
- 比江島慎(ベストファイブ)

2017-18シーズン
- 比江島慎(レギュラーシーズン最優秀選手・ベストファイブ)
- 金丸晃輔(ベストファイブ・FT成功率(93.2%))
- 橋本竜馬(ベストディフェンダー賞)

#### 2018-19シーズン
2020-21シーズン
- 金丸晃輔(レギュラーシーズン最優秀選手・ベストファイブ)

2021-22シーズン
- 西田優大(新人王)
- 西田優大 Bリーグモテ男決定戦　第10位

2022‐23シーズン
- 西田優大 Bリーグモテ男決定戦　第6位

#### 2023-24シーズン
- 西田優大 Bリーグモテ男決定戦　第4位

## B.LEAGUEオールスター選出
2016-17シーズン（東京・代々木）
- 比江島慎
- 金丸晃輔（3Pコンテスト出場）

2017-18シーズン（熊本）
- 比江島慎

2018-19シーズン（富山）
- 金丸晃輔（3Pコンテスト出場）

2019-20シーズン（北海道）
- 金丸晃輔
- ダバンテ・ガードナー

2020-21シーズン（水戸）
※新型コロナウイルス感染拡大の為中止
※水戸開催は2022‐23シーズンに延期
2021-22シーズン（沖縄）
※以下の3選手が選出されるも、新型コロナウィルス感染拡大により直前に中止
※沖縄開催は2023‐24シーズンに延期
- シェーファー・アヴィ・幸樹
- 西田優大
- 角野亮伍(ライジングスターズ選出)

2022-23シーズン （水戸）
- ブランドン・ジャワト(アジアオールスターズ選出)
- 西田優大(ライジングスターズ選出)
- シェーファー・アヴィ・幸樹(B.WHITE選手)

2023‐24シーズン（沖縄）
- 西田優大（3pコンテスト/B.BLACK選出）
- イ・デソン（3pコンテスト/アジアオールスター選出）

2024-25シーズン（千葉・船橋）
- 須田侑太郎(B.WHITE選出)

2025-26シーズン（長崎）

## 日本代表選出歴

### FIBAワールドカップ2019
- Window1　#0 橋本竜馬、#6比江島慎、#14金丸晃輔
- アジア地区一次予選　#6比江島慎
- アジア地区一次予選（Window2）　#0橋本竜馬、#6比江島慎
- アジア地区一次予選（Window3）　#0橋本竜馬、#6比江島慎、#12西川貴之
- 国際強化試合2018　#6比江島慎
- アジア地区二次予選（Window4）#12西川貴之
- アジア地区二次予選（Window5）　#12西川貴之
- アジア地区二次予選（Window6）　#14金丸晃輔

### FIBAアジアカップ2021
- カタール（ドーハ）予選大会　#14金丸晃輔、#32シェーファー・アヴィ・幸樹
- カタール（ドーハ）予選大会（Window3）　#32シェーファー・アヴィ・幸樹　※中止
- アジアカップ予選（中国戦）　#14金丸晃輔、#32シェーファー・アヴィ・幸樹
- アジアカップ予選（チャイニーズ・タイペイ戦）

　#14金丸晃輔、#32シェーファー・アヴィ・幸樹
- アジアカップ予選（中国戦）　#14金丸晃輔、#32シェーファー・アヴィ・幸樹
- 第五次強化合宿及び国際強化試合2021　#14金丸晃輔、#32シェーファー・アヴィ・幸樹
- 国際強化試合（イラン戦①）　#14金丸晃輔、#32シェーファー・アヴィ・幸樹
- 国際強化試合（イラン戦②）　#32シェーファー・アヴィ・幸樹
- 国際強化試合（イラン戦③）　#14金丸晃輔
- 国際強化試合沖縄大会　#32シェーファー・アヴィ・幸樹
- 国際強化試合埼玉大会　#32シェーファー・アヴィ・幸樹

### 東京2020オリンピック
- 強化合宿　#14金丸晃輔、#32シェーファー・アヴィ・幸樹

- 本戦　#14金丸晃輔、#32シェーファー・アヴィ・幸樹

### FIBAアジアカップ2022
- 日本代表メンバー　#19西田優大

### FIBAワールドカップ2023
- アジア地区予選（Window1）第1，2戦　#19西田優大、#32シェーファー・アヴィ・幸樹

- アジア地区予選（Window2）　#19西田優大、#32シェーファー・アヴィ・幸樹

- アジア地区予選Window2（チャイニーズ・タイペイ戦）

　#19西田優大、#32シェーファー・アヴィ・幸樹
- アジア地区予選Window2（オーストラリア戦）　#19西田優大

- アジア地区予選Window3（オーストラリア戦）　#19西田優大

- アジア地区予選Window3（チャイニーズ・タイペイ戦）　#19西田優大

- Softbankカップ（イラン戦①）　#19西田優大、#32シェーファー・アヴィ・幸樹

- Softbankカップ（イラン戦②）　#19西田優大

- アジア地区予選Window4（イラン戦）　#19西田優大、#32シェーファー・アヴィ・幸樹

- アジア地区予選Window4（カザフスタン戦）　#19西田優大

- アジア地区予選Window5（バーレーン戦）　#32シェーファー・アヴィ・幸樹

- アジア地区予選Window5（カザフスタン戦）　#32シェーファー・アヴィ・幸樹

- アジア地区予選Window6（イラン戦）　#19西田優大

- アジア地区予選Window6（バーレーン戦）　#19西田優大

- ワールドカップトレーニングキャンプ　#19西田優大

- 国際強化試合 2023 静岡大会（チャイニーズ・タイペイ戦①,②）　#19西田優大
- 国際強化試合in韓国（韓国戦①,②）　#19西田優大
- 国際強化試合2023 太田大会（ニュージーランド戦①,②）　#19西田優大
- Softbankカップ　東京大会（アンゴラ戦、フランス戦、スロベニア戦）　#19西田優大
- 本戦 日本代表メンバー　沖縄大会（ドイツ戦、フィンランド戦、オーストラリア戦、ベネズエラ戦、カーボベルテ戦）　#19西田優大

### パリオリンピック2024
- 第2次強化合宿(北海道国際強化試合直前)　#13須田侑太郎、#19西田優大、#32シェーファー・アヴィ・幸樹

### FIBAアジアカップ2025
- アジアカップ予選Window1（グアム戦,中国戦）　#19西田優大　※怪我の治療のため辞退
- アジアカップ予選Window2（モンゴル戦,グアム戦）　#19西田優大

### 第19回アジア競技大会
- 日本代表候補選手強化合宿　#19西田優大、#32シェーファーアヴィ・幸樹

### ウィリアム・ジョーンズカップ
- 第40回ウィリアム・ジョーンズカップ　#12西川貴之

## かつて所属していた選手
- 高木隆志
- 望月暁夫
- 西田智也
- 北本誠
- 日置健
- 勺紹利
- 平田剛久
- 宮崎泰彦
- 岩本憲治
- 加賀谷寿
- 里崎智之
- マーティ・エンブリー
- ロバート・チャーチウェル
- 鈴木克彦 - （1994年 - 1997年）
- 祐木毅 - （1994年 - 1997年）
- トレバー・ウィルソン -（1997年 - 1998年）
- ドンゼル・ラッシュ -（1999年）
- 細野真 - （1997年 - 1999年）
- 天野佳彦 - （1998年 - 1999年）
- マイケル・マクドナルド -（1998年 - 1999年）
- 塩屋清文 - （1999年 - 2001年）
- ラシャード・タッカー - （2000年 - 2001年）
- ジュニア・バロウ -（1998年 - 2002年）
- 石橋晴行 - （2001年 - 2003年）
- 佐藤信長 - （1998年 - 2005年）
- 後藤正規 - （1998年 - 2005年）
- カール・トーマス - （2003年 - 2005年）
- ジェイソン・キャペル -（2004年 - 2005年）
- 外山英明 - （2000年 - 2006年）
- 山崎崇史 - （2001年 - 2006年）
- 澤岻直人 - （2004年 - 2006年）
- アシャンテ・ジョンソン -（2005年 - 2006年）
- 小原伸治 - （2000年 - 2007年）
- エリック・マッカーサー - （2001年 - 2007年）
- 山口健太郎 - （1999年 - 2008年）
- 納谷幸二 - （2005年 - 2008年）

- アルファ・バングラ - （2006年 - 2008年）
- ジェームズ・メイ - （2007年 - 2008年）
- 瀬戸山京介 - （2005年 - 2009年）
- デビッド・ヤング - （2008年 - 2009年）
- 高辻周孝 - （1998年 - 2010年）
- 小宮邦夫 - （2003年 - 2010年）
- ダラン・セルビー - （2008年 - 2010年）
- ジョシュ・グロス - （2009年 - 2010年）
- 佐古賢一 - （2002年 - 2011年）
- 網野友雄 - （2005年 - 2011年）
- 竹内公輔 - （2007年 - 2011年）
- ライアン・フォーハンケリー - （2010年 - 2011年）
- リッチー・フラーム - （2010年 - 2011年）
- 大西裕之 - （2008年 - 2012年）
- アンソニー・リチャードソン - （2011年 - 2012年）
- 朝山正悟 - （2009年 - 2013年）
- 古川孝敏 - （2010年 - 2013年）
- 大宮宏正 - （2011年 - 2013年）
- ライボン・コーバイル - （2012年 - 2013年）
- 高島一貴 -  （2006年 - 2014年）
- 嶋田基志 -  （2010年 - 2014年）
- ケビン・ヤング - （2011年 - 2014年）
- 喜多川修平 - （2008年 - 2015年）
- 福田真生 - （2012年 - 2015年）
- スコット・モリソン - （2014年 - 2015年）
- 白濱僚祐 -　（2014年 - 2016年）
- 船生誠也 -  （2015年 - 2016年）
- 中村太地 -  （2017年）
- 柏木真介 -  （2006年 - 2017年）2020年再加入
- 長谷川智也 -  （2015年 - 2017年）
- 市岡ショーン - （2013年 - 2014年 2016年 - 2017年）
- 高橋マイケル - （2014年 - 2017年）
- ギャビン・エドワーズ - （2013年 - 2017年）
- ダニエル・オルトン - （2017年 - 2018年）
- コートニー・シムズ -（2018年）
- 橋本竜馬 - （2011年 - 2018年）
- 比江島慎 - （2013年 - 2018年）
- グラント・ジェレット - （2018年）
- 狩俣昌也 - （2016年 - 2019年）
- 松井啓十郎 - （2017年 - 2019年）
- 西川貴之 - （2017年 - 2019年）
- 村上直 - （2017年 - 2019年）
- 生原秀将 - （2018年 - 2019年）
- アイザック・バッツ - （2015年 - 2019年)
- ジェームズ・サザランド - （2018年 - 2019年）
- ケネディ・ミークス - （2018年 - 2019年）
- ミッケル・グラッドネス - （2019年）
- 桜木ジェイアール - （2001年 - 2020年）
- 森川正明 - （2016年 - 2020年）
- 岡田侑大 - （2018年 - 2020年）
- セドリック・シモンズ - （2019年 - 2020年）（2022年‐2023年4月）
- 會田圭祐 - （2019年 - 2020年）
- クリス・オトゥーレ - （2019年 - 2020年）
- ダニエル・ジョンソン - （2020年）
- クリス・ジョンソン - （2020年）

- 金丸晃輔 - （2013年 - 2021年）
- 加藤寿一 - （2015年 - 2021年）
- 熊谷航 - （2018年 - 2021年）
- 川村卓也 - （2019年 - 2021年）
- 高橋耕陽 - （2020年 - 2021年）
- シェーン・ウィティングトン - （2020年 - 2021年）
- マーク・セントフォート - 　（2020年‐2021年）
- カイル・コリンズワース　‐　（2020年‐2022年）
- ジョナサン・オクテウス  -  (2022年)
- 根來新之助　‐　（2019年‐2022年）
- 山本浩太 - （2021年‐2022年）※期限付きレンタル移籍
- ジェロード・ユトフ　‐　（2021年‐2022年）
- カイル・オ-クイン　‐　（2022年7月 - 11月）
- シズ・オルストン ‐（2023年1月 ‐ 4月）
- ブランドン・ジャワト -（2022年-2023年）
- 細谷将司 -（2021年 - 2023年）
- アンソニー・ローレンスII -（2021年‐2023年）
- クインシー・ミラー - (2023年）
- 卜部兼慎 -（2023年-2024年3月）
- 中村太地 -（2022年-2024年）
- 橋本晃佑 -（2021年-2024年）
- イ・デソン -（2023年-2024年）